# Secret Seven - Thoe khon ngao kap khao thang chet
Secret Seven - Thoe khon ngao kap khao thang chet (Secret Seven เธอคนเหงากับเขาทั้งเจ็ด; conosciuta comunemente come Secret Seven) è una serie televisiva thailandese diretta da Nuttapong Mongkolsawas e prodotta da GMMTV. È andata in onda dal 19 agosto al 2 dicembre 2017 su One31, in latecast su Line TV e successivamente su YouTube.

## Trama
Padlom è sempre stata una ragazza spaventata dall'amore, finché non scopre che una persona in un gruppo di sette ragazzi è innamorato di lei, senza sapere chi è tra loro.

## Personaggi e interpreti

### Principali
- Padlom, interpretata da Sutatta Udomsilp "PunPun".
Studentessa del secondo anno di università alla facoltà di psicologia, spaventata dall'amore a causa dei molteplici rifiuti da parte dei suoi interessi.
- Pok (numero 1), interpretato da Vorakorn Sirisorn "Kang".
Un ragazzo atletico e amante dello sport.
- Alan (numero 2), interpretato da Tawan Vihokratana "Tay".
Lo studente modello del campus.
- Gent (numero 3), interpretato da Oabnithi Wiwattanawarang "Oab".
Un ragazzo ricco ed elegante.
- Play (numero 4), interpretato da Thanat Lowkhunsombat "Lee".
Un playboy, che spezza il cuore a tutte le ragazze che mostrano interesse per lui.
- It (numero 5), interpretato da Jirakit Thawornwong "Mek".
Un amico d'infanzia di Padlom, all'apparenza freddo e scontroso.
- Liftoil (numero 6), interpretato da Atthaphan Phunsawat "Gun".
Il migliore amico di Padlom, sempre allegro.
- Neo (numero 7), interpretato da Chonlathorn Kongyingyong "Captain".
Una matricola che decide di entrare sia nel club fondato da Padlom che ne club fondato da Alan.

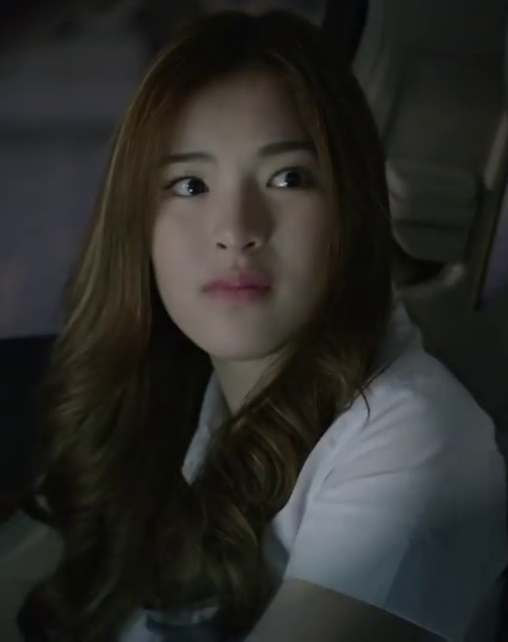
Sutatta Udomsilp
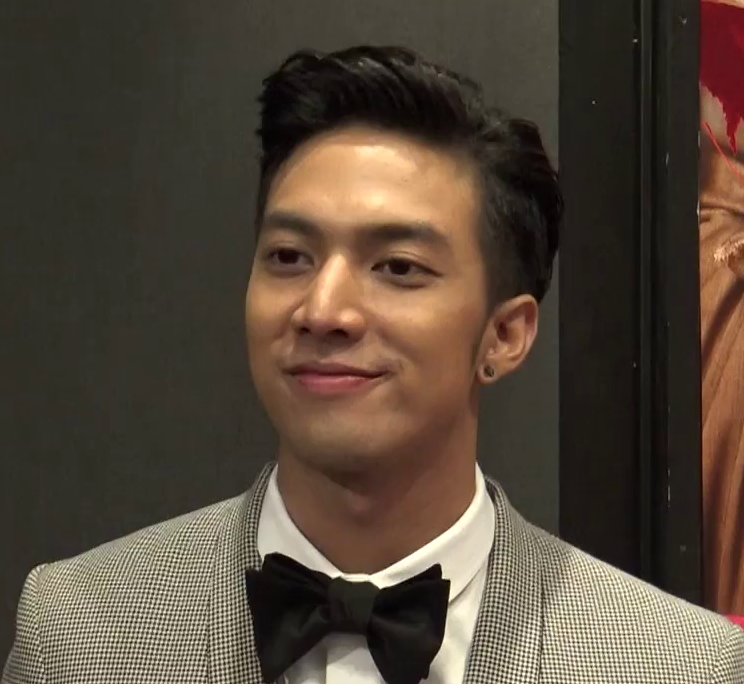
Vorakorn Sirisorn
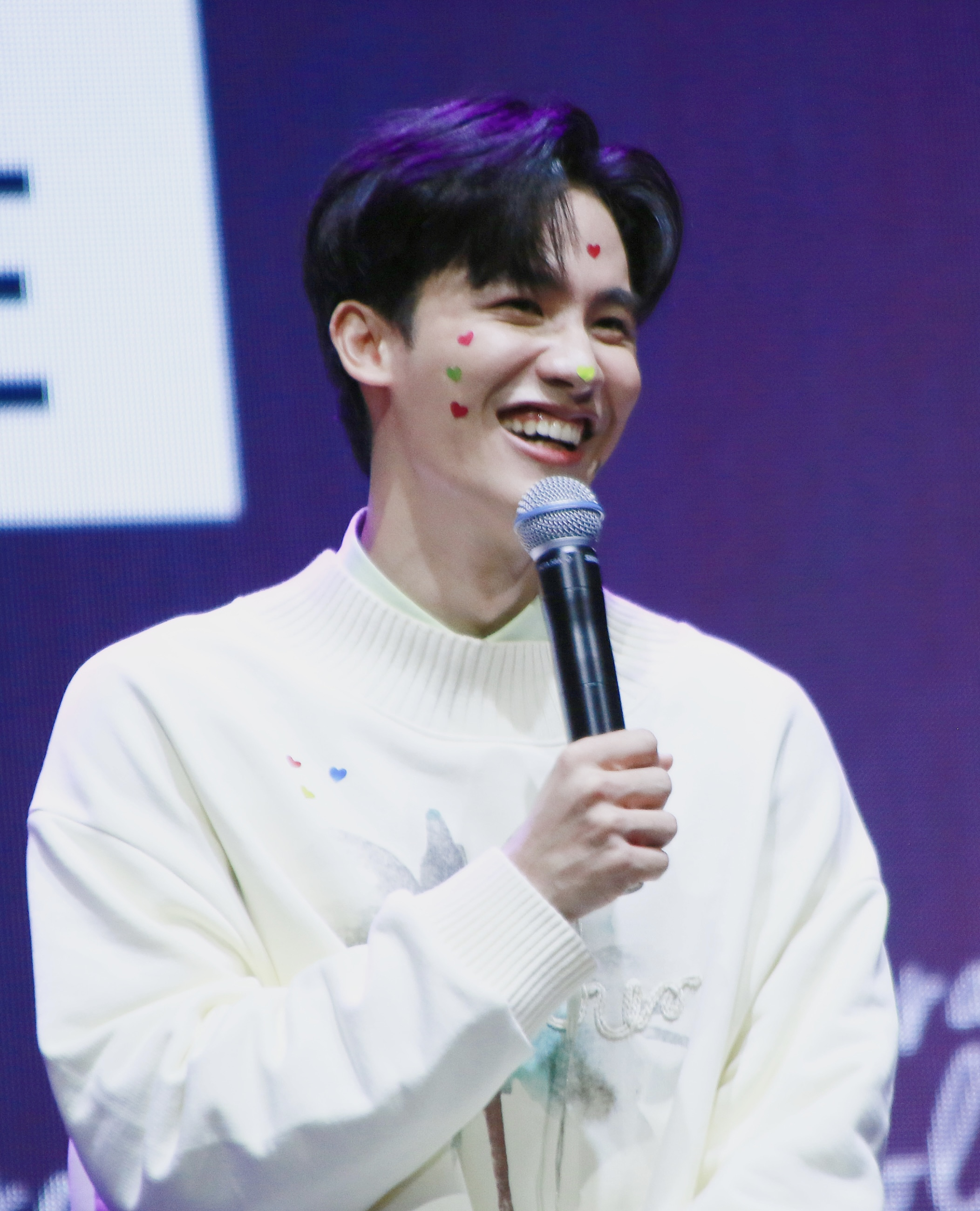
Tawan Vihokratana
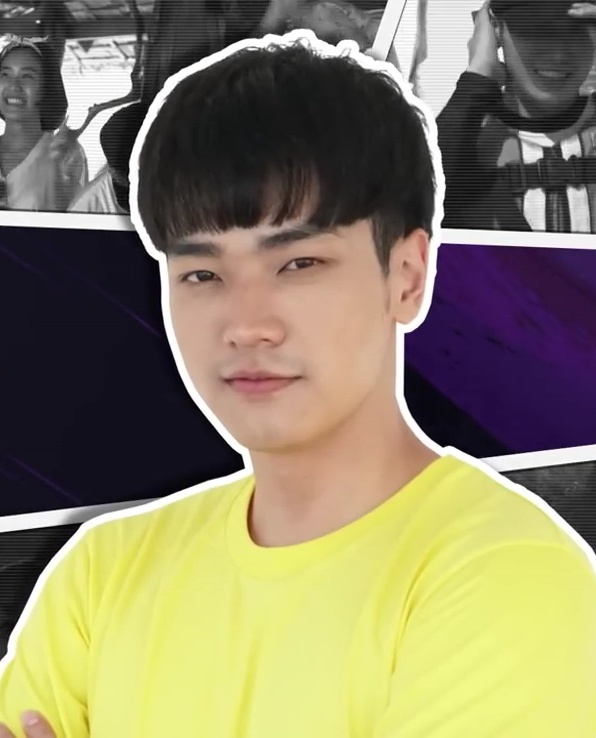
Oabnithi Wiwattanawarang
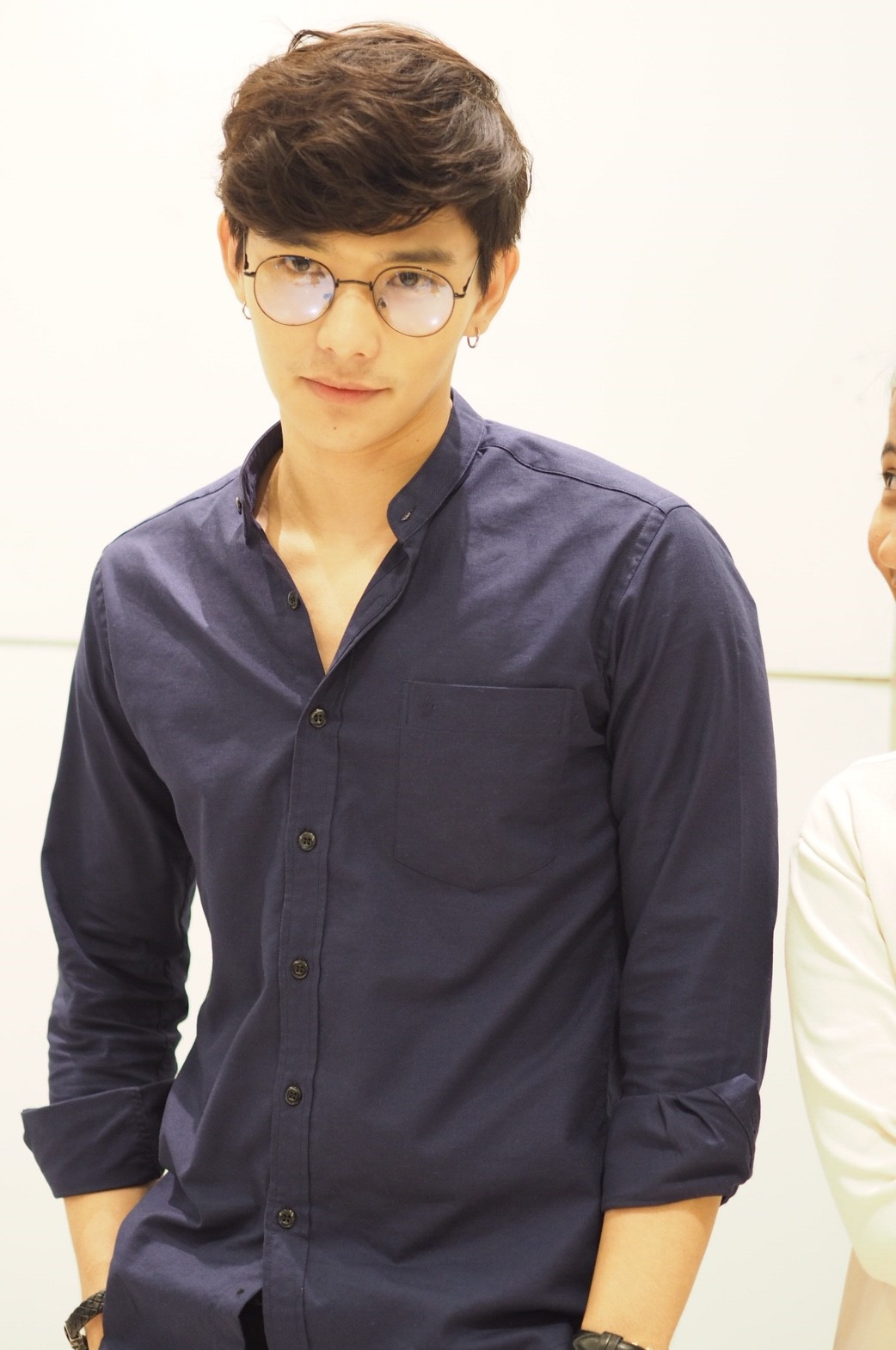
Thanat Lowkhunsombat
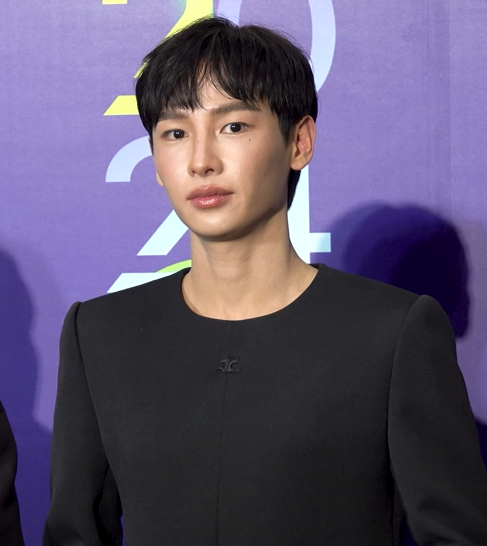
Atthaphan Phunsawat
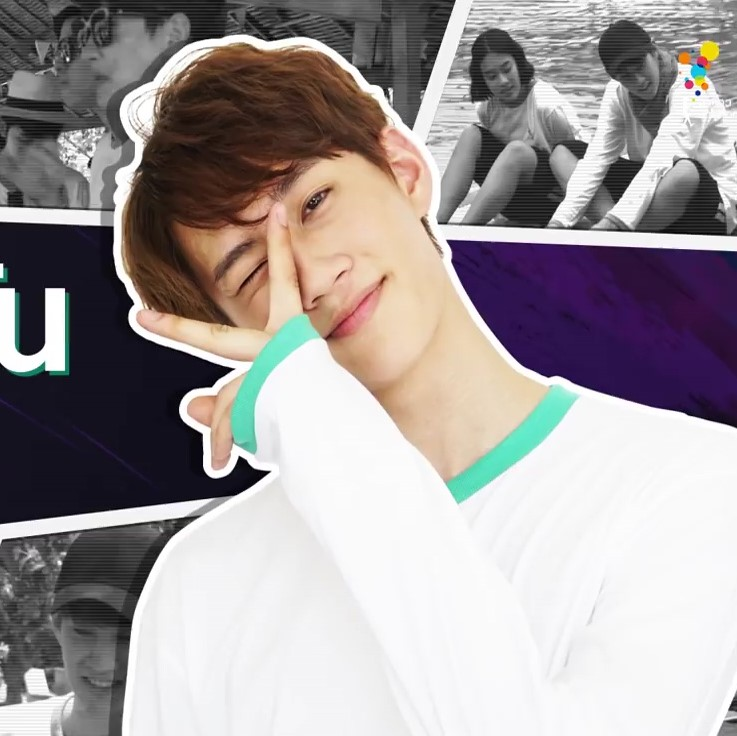
Chonlathorn Kongyingyong

### Ricorrenti
- Spoil, interpretata da Suttatip Wutchaipradit "Ampere".
La migliore amica di Padlom.
- Gun, interpretato da Kornkan Sutthikoses "Arm".
- Chitarrista di Play, interpretato da Weerayut Chansook "Arm".
- Jack, interpretato da Manapat Techakumphu "Bonne".
La cotta di Padlom alle superiori.

## Episodi
| Stagione       | Episodi | Prima TV |
| -------------- | ------- | -------- |
| Prima stagione | 12      | 2017     |